# تفجير مرفق سفارة الولايات المتحدة 1984
في 20 سبتمبر 1984 نفذت جماعة حزب الله الإسلامية الشيعية بدعم وتوجيه من جمهورية إيران الإسلامية تفجير انتحاري بسيارة مفخخة استهدف مرفق سفارة الولايات المتحدة في بيروت الشرقية بلبنان. أسفر الهجوم عن مقتل 24 شخصا.
كان حزب الله قد استخدم أيضا سيارة انتحارية أو شاحنة مفخخة في تفجير السفارة الأمريكية في أبريل 1983 وتفجيرات ثكنات بيروت عام 1983.

## التفجير
في يوليو 1984 نقلت الولايات المتحدة عمليات سفارتها من غرب بيروت إلى الأمن النسبي لعوكر وهي ضاحية مسيحية في شرق بيروت. عندما قام المهاجم في 20 سبتمبر 1984 بقيادة شاحنته المحملة بثلاثة آلاف رطل (1360 كيلوغراما) من المتفجرات باتجاه السفارة المكونة من ستة طوابق التي لم تكتمل بعد تجهيز الإجراءات الأمنية الكافية في مجمعها بما في ذلك بوابة فولاذية ضخمة. كانت الشاحنة تتجه إلى مدخل المبنى الدبلوماسي إلا أنها لم تصل سوى إلى ما قبل عشر ياردات من المبنى بعد أن أطلق النار على السائق من قبل حارس شخصي للسفير البريطاني وحراس السفارة اللبنانيين ففقد السيطرة على السيارة. انفجرت السيارة في الساعة 11:44 صباحا بعد اصطدامها بسيارة متوقفة.
وقع الانفجار أمام السفارة وتسبب بتمزيق الزجاج وانحناء القضبان الصلبة وتدمير السيارات في موقف قريب للسيارات. أسفر الهجوم عن مقتل ما مجموعه 24 شخصا (بمن فيهم الانتحاري). كان من ضمن القتلى أمريكيان وهما كبير ضباط الأمن كينيث ف. ويلش من الجيش الأمريكي والضابط من الدرجة الأولى مايكل راي فاغنر من بحرية الولايات المتحدة اللذين تم تعيينهما في مكتب الدفاع الأمريكي في بيروت. غالبية القتلى كانوا لبنانيين وهم «إما موظفين محليين أو أشخاص يبحثون عن تأشيرات». أصيب السفير الأمريكي ريغينالد بارثولوميو بجراح طفيفة فضلا عن السفير البريطاني ديفيد ميرز الذي كان يجتمع مع بارثولوميو في وقت الانفجار.

## المسؤولية
أعلنت جماعة الجهاد الإسلامية اللبنانية مسؤوليتها عن الهجوم في مكالمة هاتفية بعد ساعات قليلة من الانفجار. قال المتكلم: «هذه العملية تثبت أننا سننفذ وعدنا السابق بعدم السماح لأميركي واحد بالبقاء على الأرض اللبنانية». استنتجت الحكومة الأمريكية أن حزب الله نفذ الهجوم تحت اسم جماعة الجهاد الإسلامية اللبنانية بدعم من إيران. من خلال الاستطلاع عبر الأقمار الصناعية اكتشفت المخابرات الأمريكية أنه تم إنشاء نسخة من الملحق في ثكنة الشيخ عبد الله التي يديرها حرس الثورة الإسلامية الإيراني في بعلبك لممارسة الهجوم.

## القضايا
بموجب قانون الحصانات السيادية الأجنبية المعدل قام ضحايا التفجير وأسرهم برفع دعاوى ضد جمهورية إيران الإسلامية مما حملها المسؤولية عن دورها في الهجوم وطالبوا بالتعويض.
- مقاطعة دو ضد جمهورية إيران وآخرون. (2013) - تم منح 58 موظفا أجنبيا وموظفا أمريكيا قتلوا أو جرحوا في تفجير السفارة عام 1983 وتفجير مرفقات السفارة في 1984 مبلغ 8.4 مليار دولار. حكم القاضي «بأن الهجمات التي نفذتها جماعة الجهاد الإسلامي الإرهابية المعروفة عموما باسم حزب الله التي تعمل بدعم إيران وتشجيعها».[7]
- بريور ضد جمهورية إيران الإسلامية (2009) - حارس الأمن ريتشارد بريور وعائلته منحوا 310 ملايين دولار مقابل الأضرار. أصيب بريور في الانفجار. حكم القاضي بأن "حزب الله حصل على أموال ودعم كبير من إيران عن طريق وزارة الإعلام والأمن التابعة له وحرس الثورة الإسلامية الإيراني وتخلص هذه المحكمة إلى أن المدعى عليهم قدموا "دعما ماليا وموارد" لحزب الله.[8]